# Логелайм
Логела́йм (фр. Logelheim) — коммуна на северо-востоке Франции в регионе Гранд-Эст (бывший Эльзас — Шампань — Арденны — Лотарингия), департамент Верхний Рейн, округ Кольмар — Рибовилле, кантон Энсисем. До марта 2015 года коммуна административно входила в состав упразднённого кантона Нёф-Бризак (округ Кольмар).
Площадь коммуны — 4,33 км², население — 802 человека (2006) с тенденцией к росту: 838 человек (2012), плотность населения — 193,5 чел/км².

## Население
Численность населения коммуны в 2011 году составляла 830 человек, а в 2012 году — 838 человек.
| 1962 | 1968 | 1975 | 1982 | 1990 | 1999 | 2005 | 2006 | 2010 | 2011 | 2012 |
| ---- | ---- | ---- | ---- | ---- | ---- | ---- | ---- | ---- | ---- | ---- |
| 312  | 301  | 385  | 395  | 406  | 585  | 762  | 802  | 835  | 830  | 838  |

Динамика населения:

## Экономика
В 2010 году из 554 человек трудоспособного возраста (от 15 до 64 лет) 450 были экономически активными, 104 — неактивными (показатель активности 81,2 %, в 1999 году — 74,7 %). Из 450 активных трудоспособных жителей работали 423 человека (229 мужчин и 194 женщины), 27 числились безработными (11 мужчин и 16 женщин). Среди 104 трудоспособных неактивных граждан 51 были учениками либо студентами, 39 — пенсионерами, а ещё 14 — были неактивны в силу других причин.
На протяжении 2011 года в коммуне числилось 287 облагаемых налогом домохозяйств, в которых проживало 820,5 человек. При этом медиана доходов составила 24143 евро на одного налогоплательщика.

## Достопримечательности (фотогалерея)

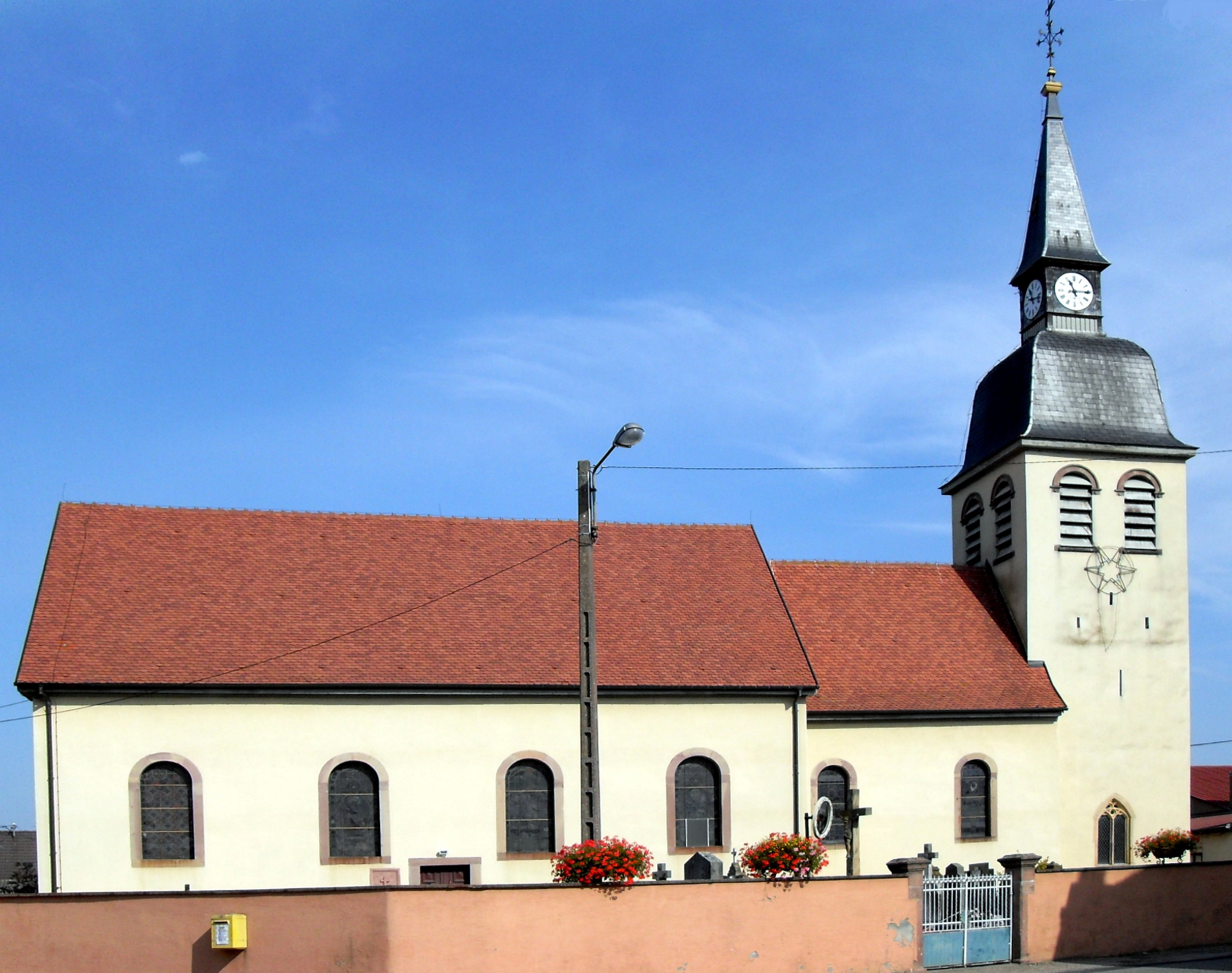
Церковь
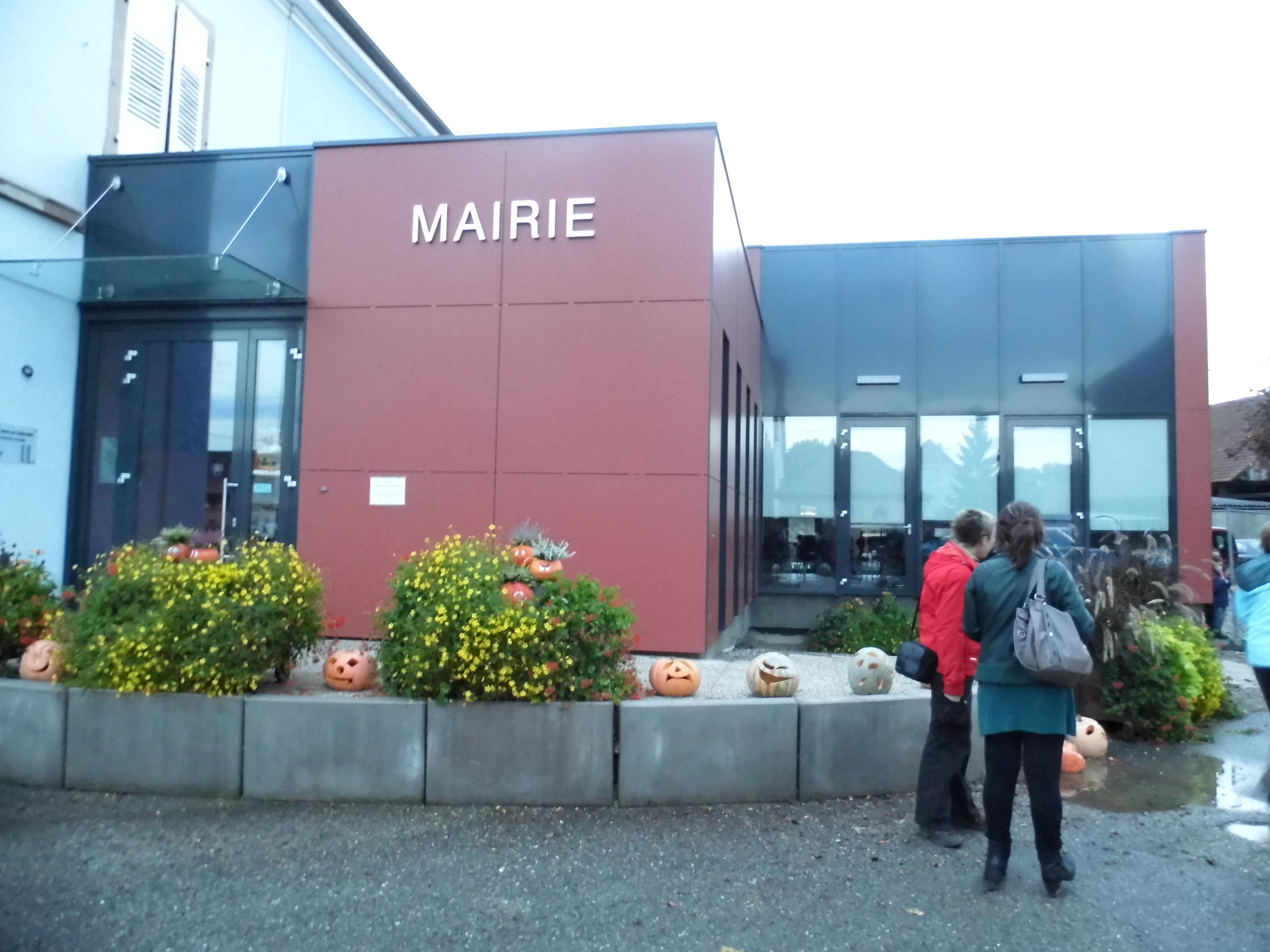
Мэрия
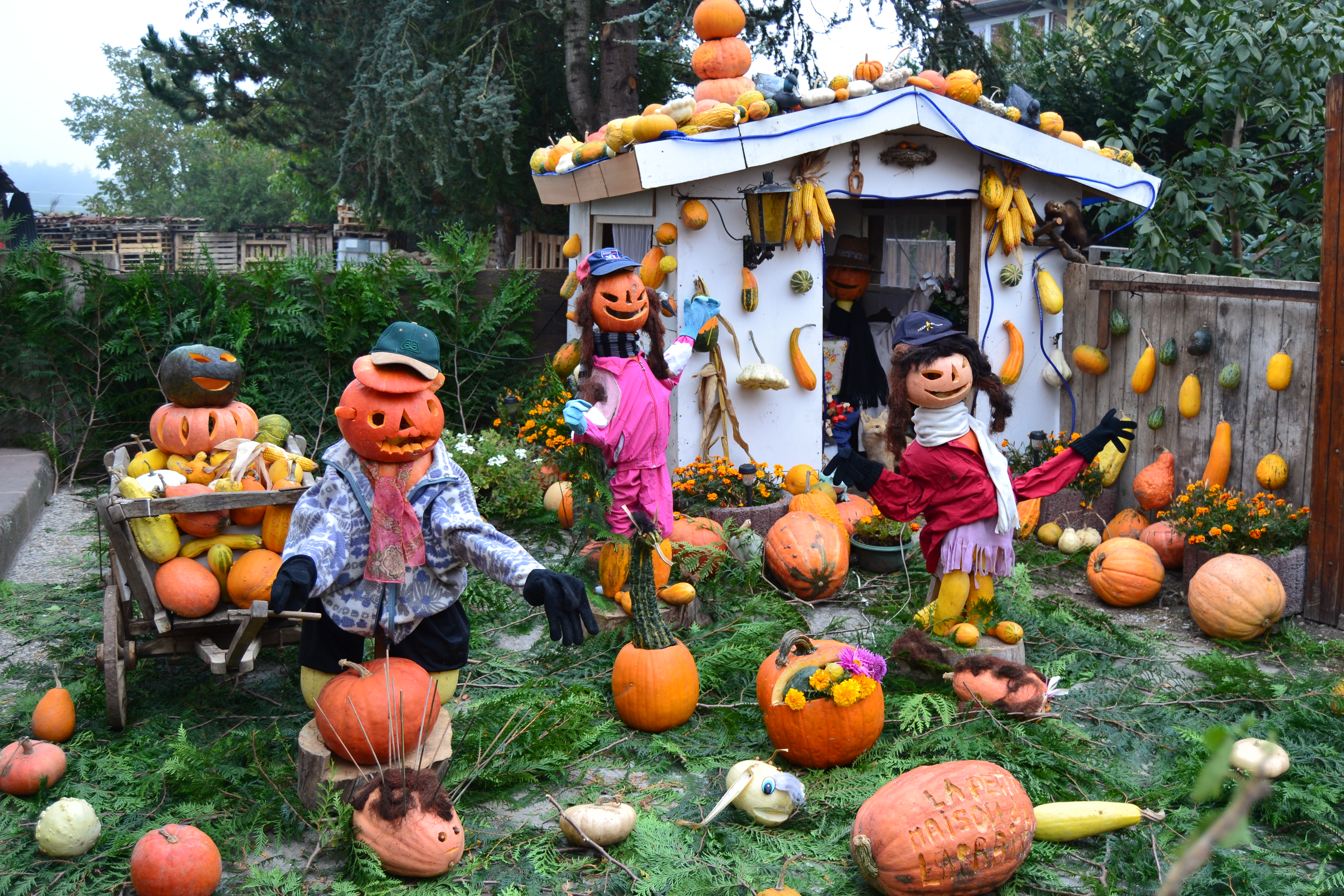